# Янош Петер
Янош Петер (угор. Péter János; *28 жовтня 1910, Альшон'єк, Угорщина — †26 лютого 1999, Будапешт) — угорський державний діяч, міністр закордонних справ Угорської Народної Республіки (1961-1973).

## Біографія
Народився в сім'ї залізничника. Навчався в реформістській теологічній академії в Будапешті (1931—1932), потім в Парижі (1934-1935) і Глазго. У 1935 отримав диплом протестантського священика. У 1936-1945 був пастором лікарні Bethesda в Будапешті.
Після Другої світової війни, в 1945, вступив на державну службу.
- 1945-1946 — Член угорської делегації на Паризькій мирній конференції;
- 1946-1949 — Глава секретаріату президента Золтана Тілді;
- 1949-1956 — Протестантський єпископ єпархії Тісантулі, під час подій 1956 подав у відставку;
- 1956-1957 — Представник уряду в Інституті культурних відносин;
- 1957 — президент інституту;
- 1958-1961 — перший замісник;
- 1961-1973 — Міністр закордонних справ Угорської Народної Республіки, на цей період припало зниження статусу дипломатичних відносин з США (1956-1969). За особистою ініціативою намагався стати посередником у врегулюванні війни у В'єтнамі, однак ця діяльність не знайшла підтримки в'єтнамської сторони. Виступив з ініціативою про створення Дунайської конфедерації, що викликало невдоволення СССР і зумовило питання про його відставку з поста міністра;
- 1973-1988 — Заступник голови Національних зборів Угорської Народної Республіки;
- У 1953-1990 обирався членом Національних зборів УНР;
- 1963-1967 — Голова Вітчизняного Народного фронту УНР;
- 1966-1988 — обирався членом ЦК УСРП;
- У 1982-1987 — Президент Угорської асоціації політичних наук.